# Love Yourself: Answer
Albums de BTS
Love Yourself: Tear
(2018) Map of the Soul: Persona
(2019)
Singles
1. FAKE LOVE (Rocking Vibe Mix)
Sortie : 4 juin 2018
2. Idol
Sortie : 24 août 2018
3. Idol (featuring Nicki Minaj)
Sortie : 6 septembre 2018

Love Yourself: Answer (titre original: Love Yourself 結 Answer) est la deuxième compilation du groupe sud-coréen BTS et la dernière partie de la trilogie d'albums Love Yourself. L'album contient la majorité des titres de Love Yourself: Her et de Love Yourself: Tear ainsi que plusieurs pistes inédites et est sorti le 24 août 2018.

## Contexte et sortie
Les précommandes ont débuté le 18 juillet 2018 et ont comptabilisé 1 511 910 copies la première semaine, un record. L'album comportera en plus des titres de Love Yourself: Tear sept chansons inédites.
Le 10 août à minuit (heure coréenne), le groupe dévoile le comeback trailer Epiphany interprété par Jin. Les concepts photos intitulés « S », « E », « L » et « F » sont dévoilés les 14 et 17 août et la liste des pistes le 20 août. Deux jours plus tard, le 22 août, le premier teaser de leur nouveau single Idol est publié.
L'album est sorti le 24 août avec le clip vidéo du titre principal Idol. La version numérique de l'album comporte une version de Idol en collaboration avec Nicki Minaj.

## Réception
Dès sa sortie, le titre principal Idol se place en tête des classements sud-coréens suivi par les autres titres de l'album.
Le clip vidéo de Idol comptabilise 56,2 millions de vues les premières 24 heures, le plaçant en première position du plus grand nombre de vues en 24 heures dans l'histoire de YouTube.

## Liste des pistes
| 1.  | Euphoria                                                   |  |  | 3:49 |
| 2.  | Trivia 起 : Just Dance                                     |  |  | 3:45 |
| 3.  | Serendipity (Full Length Edition)                          |  |  | 4:37 |
| 4.  | DNA                                                        |  |  | 3:43 |
| 5.  | 보조개 (Dimple)                                            |  |  | 3:16 |
| 6.  | Trivia 承 : Love                                           |  |  | 3:46 |
| 7.  | Her                                                        |  |  | 3:49 |
| 8.  | Singularity                                                |  |  | 3:17 |
| 9.  | FAKE LOVE                                                  |  |  | 4:02 |
| 10. | 전하지 못한 진심 (The Truth Untold - featuring Steve Aoki) |  |  | 4:02 |
| 11. | Trivia 轉 : Seesaw                                         |  |  | 4:06 |
| 12. | Tear                                                       |  |  | 4:45 |
| 13. | Epiphany                                                   |  |  | 4:00 |
| 14. | I'm Fine                                                   |  |  | 4:00 |
| 15. | Idol                                                       |  |  | 3:43 |
| 16. | Answer : Love Myself                                       |  |  | 4:11 |

| 1. | Magic Shop                                        |  |  | 4:36 |
| 2. | Best Of Me                                        |  |  | 3:46 |
| 3. | Airplane pt.2                                     |  |  | 3:39 |
| 4. | 고민보다 Go (Go Go)                               |  |  | 3:55 |
| 5. | Anpanman                                          |  |  | 3:54 |
| 6. | MIC Drop                                          |  |  | 3:57 |
| 7. | DNA (Pedal 2 LA Mix)                              |  |  | 4:07 |
| 8. | FAKE LOVE (Rocking Vibe Mix)                      |  |  | 3:58 |
| 9. | MIC Drop (Steve Aoki Remix - Full Length Edition) |  |  | 5:08 |

| 10. | Idol (Featuring Nicki Minaj) |  |  | 4:20 |

## Ventes
| Pays              | Ventes            | Certifications         |
| ----------------- | ----------------- | ---------------------- |
| Corée du Sud Gaon | plus de 2 561 378 | Gaon : 2 Million ( Or) |